# Chelsea Frei
Chelsea Frei (Andover, Massachusetts, 16 de noviembre de 1992) es una actriz estadounidense. Es conocida por interpretar a Bridget Moody en la serie de televisión estadounidense The Moodys.

## Carrera
En 2018, Frei protagonizó la serie de comedia de televisión Sideswiped. Luego protagonizó a Victoria Gotti en la película biográfica de Lifetime, Victoria Gotti: My Father's Daughter. De 2019 a 2021, Frei interpretó a Bridget Moody en The Moodys. Otros créditos incluyen Shrill, The Last O.G. y The Addams Family (2019).
En 2022, Frei interpretó a Ingrid en la serie de HBO The Time Traveler's Wife, y a Maya Campbell en The Cleaning Lady.
En septiembre de 2024, Frei se unió al elenco del spin-off de The Office, The Paper.

## Filmografía

### Cine
| Año  | Título                                      | Director                                   | Papel           | Nota         |
| ---- | ------------------------------------------- | ------------------------------------------ | --------------- | ------------ |
| 2016 | #BlowingUp                                  | Ben Nelson                                 | Chloe           | Cortometraje |
| 2017 | Hostess                                     | Noam Tomaschoff                            | Chelsea         | Cortometraje |
| 2017 | Nothing More: The Stories We Tell Ourselves | Ver listaAdrian Carey David M. Night Maire | Starlet (joven) | Cortometraje |
| 2019 | The Addams Family                           | Ver listaGreg Tiernan Conrad Vernon        | Bethany         | Voz          |
| 2024 | Loser Baby                                  | Dakota Johnson                             |                 | Cortometraje |
| 2024 | The Weight of a Dog                         | Lucy Sandler                               | Mariah          | Cortometraje |
| 2025 | The Life List                               | Adam Brooks                                | Megan           |              |
| TBD  | Listless                                    | Noam Tomaschoff                            | Stacy           | Cortometraje |

### Televisión
| Año       | Título                               | Papel            | Nota           |
| --------- | ------------------------------------ | ---------------- | -------------- |
| 2016      | The Mind of a Murderer               | Jennifer Wendorf | 1 episodio     |
| 2016      | I Love You... But I Lied             | Sienna           | 1 episodio     |
| 2018      | Sideswiped                           | Jayne Tyler      | 8 episodios    |
| 2018      | Toymakers                            | Portia           | 6 episodios    |
| 2019      | Lonely and Horny                     | Gabrielle        | 2 episodios    |
| 2019      | Victoria Gotti: My Father's Daughter | Victoria Gotti   | Película de TV |
| 2019-2021 | The Moodys                           | Bridget Moody    | 14 episodios   |
| 2020      | The Last O.G.                        | Luna             | 3 episodios    |
| 2021      | Shrill                               | Lauren           | 1 episodio     |
| 2022      | Dollface                             | Alison J.        | 3 episodios    |
| 2022      | The Time Traveler's Wife             | Ingrid           | 1 episodio     |
| 2022      | The Cleaning Lady                    | Maya Campbell    | 15 episodios   |
| 2023      | Poker Face                           | Dana             | 3 episodios    |
| 2024-2025 | Animal Control                       | Isabelle         | 5 episodios    |
| TBD       | The Paper                            |                  |                |